# Marcin Nowakowski (muzyk)
Marcin Nowakowski (ur. 6 grudnia 1974 w Warszawie) – polski saksofonista, kompozytor, muzyk sesyjny.

## Historia
Współpracował z takimi artystami jak: Paul Jackson Jr., José Carreras, Woobie Doobie (Wojtek Olszak, Michał Grymuza, Wojtek Pilichowski, Michał Dąbrówka), Funky Filon, Natalia Kukulska, Maryla Rodowicz, Kasia Kowalska, Andrzej Cierniewski, Whoops, Bogusław Bagsik, Jan Bo, Sylwia Wiśniewska, Anna Serafińska, Ania Szarmach, Robert Amirian, Kuba Molęda, Maciej Molęda, Pilichowski Band, Members of Pozytywne Wibracje, Reni Jusis. Nagrał kilkadziesiąt płyt jako muzyk sesyjny.
W 2005 roku nagrał i wydał debiutancką autorską smoothjazzową płytę Smooth Night. Na płycie gościnnie zagrał m.in. Paul Jackson Jr.
W 2009 roku wydał drugą płytę – Better Days, wyprodukowaną przez Jeffa Lorbera. Na płycie wystąpili m.in. Dave Weckl, Paul Jackson Jr., Michael Landau, Lenny Castro, Tony Moore, Jeff Pescetto i Jeff Lorber.
W 2011 roku nagrał i wydał trzecią płytę – Shine, wyprodukowaną przez Paula Browna i Jeffa Lorbera. Na płycie wystąpili m.in.: Michael Thompson, Brian Bromberg, Jimmy Haslip, Gary Novak, Dave Weckl, Ricky Lawson, Roberto Vally, Adam Sztaba, Atom String Quartet.
W 2022 roku otrzymał Nagrodę Specjalną Stowarzyszenia Autorów ZAiKS.

## Dyskografia

### Solo
- 2005 – Smooth Night (Smooth Jazz Records, złota płyta[4])
- 2009 – Better Days (Smooth Jazz Records, platynowa płyta[5])
- 2011 – Shine (Nu Music, platynowa płyta[5])
- 2014 – Live (Universal Music Polska)
- 2021 – Next Level (Nu Music)[6]

### Pozostałe
(źródło:)
- 1997 – Puls – Natalia Kukulska (PolyGram)
- 1997 – Pozytywne Wibracje vol. 1 – Members of Pozytywne Wibracje (PolyGram)
- 1998 – Lodołamacz – P.U.F. (co oznacza Pilich Und Funk) (PolyGram)
- 1998 – 2 B in Art – Bogusław Bagsik (EMI)
- 1999 – Autoportret – Natalia Kukulska (PolyGram)
- 1999 – Siedem – Siedem (BMG)
- 2000 – Autorytet – Funky Filon (BMG)
- 2000 – Cała ty – Sylwia Wiśniewska (EMI)
- 2000 – Tyle słońca – live – Natalia Kukulska (Universal)
- 2000 – Ucieknijmy stąd – Ania Szarmach
- 2000 – Busola – Kasia Rodowicz (BMG)
- 2000 – Zakochani – soundtrack (Universal)
- 2000 – Bootla – Woobie Doobie (Universal)
- 2001 – Tobie – Natalia Kukulska (Universal)
- 2001 – Π – Wojtek Pilichowski (EMI)
- 2002 – 1, 2, 3 Śpiewaj Ty! – 1, 2, 3 Śpiewaj Ty! (Universal)
- 2002 – Albo on, albo ja – Andrzej Cierniewski (Universal)
- 2002 – Antidotum – Kasia Kowalska (Universal)
- 2002 – Smooth Jazz Cafe 4 – Marek Niedźwiecki (Universal)
- 2002 – Ulicami miast – Flame
- 2003 – Drzwi do kariery – Maciej Starnawski (Universal)
- 2003 – Natalia Kukulska – Natalia Kukulska (Universal)
- 2003 – Spooko panie Wiśniewski – Michał Wiśniewski (Universal)
- 2004 – C.V. – Tomasz Łosowski (SL Music)
- 2004 – Hania Stach – Hania Stach (EMI)
- 2004 – European Bass Day 2003 – składanka
- 2004 – Samotna w wielkim mieście – Kasia Kowalska (Universal)
- 2004 – Jazzga-Live – Pilichowski Band (Fonografika)
- 2005 – Pan Fikoł – Funky Filon (Fonografika)
- 2005 – Pinacolada 3 – składanka (Universal)
- 2005 – Smooth Jazz Cafe vol. 7 – składanka (Universal)
- 2006 – Hej Kolęda Molęda – Mollęda (MTJ)
- 2007 – 2xM – Mollęda (Molmax)
- 2008 – Electric Live at Art.Bem (płyta CD i DVD) – Pilichowski Band (Riff)
- 2008 – The Very Best of Smooth Jazz vol. 2 – składanka (Universal Music)
- 2009 – The Very Best of Smooth Jazz po polsku vol. 3 – składanka (Universal Music)
- 2009 – City Sax Collection – składanka (Universal Music)
- 2009 – Porozmawiaj ze mną o muzyce i rzeczach ważnych – Damian R. (4floor)
- 2009 – Grottmusic – Michał Grott (Subito Records)
- 2009 – Smooth Grooves 2 – składanka (Magic Records)
- 2009 – The Best Smooth Jazz Ever vol. 4 – składanka (EMI)
- 2009 – Lustro – Magda Ptaszyńska (MagMusic)
- 2009 – Jazzy Autumn – składanka (Universal Music)
- 2009 – The Very Best of Smooth Jazz Vol. 4 – składanka (Magic Records)
- 2010 – Tango Saute – Ivan Komarenko (Vanila Records)[8]
- 2014 – Piasek i koc - Tomek Stera (MusicArt AIAIE 2014)
- 2017 – Zimowe Graffitti 2 - Lady Pank
- 2018 – LP1 - Lady Pank
- 2022 – MTV Unplugged – Lady Pank (Agora S.A.)[9]